# Grup d'Independents de Formentera
El Grup d'Independents de Formentera (GUIF) fou un partit polític de Formentera amb representació al consistori des des de 1987 fins a l'any 2015, any de la seva dissolució. Alguns dels seus antics militants van fundar Compromís amb Formentera l'any 2015.
Va aparèixer per primer cop e 1987 com a agrupació d'electors sorgida d'una escissió d'Alianza Popular dirigida per Antoni Serra Colomar, enemistat amb el cap d'AP a Eivissa, Abel Matutes Juan. Es presentà a les eleccions municipals espanyoles de 1987 i va obtenir tres regidors (Antoni Serra Colomar, Bartomeu Cardona Juan i Eduard Ferrer Ferrer). L'alcaldia va quedar en mans del PSOE fins que el 1989 van donar suport a una moció de censura amb AP i CDS. Tanmateix, a les eleccions municipals espanyoles de 1991 va pactar amb el PSIB-PSOE i aconseguí una alcaldia compartida entre Bartomeu Ferrer i Marí (PSOE) i Antoni Serra Colomar (GUIF). A les eleccions municipals espanyoles de 1995 el GUIP va canviar de company polític i pactà amb el PP, aconseguint l'alcaldia de Formentera i un representant al Consell Insular.
El 21 de setembre de 1989 es va constituir com a partit polític dirigit per Marià Mayans Serra, Antoni Serra Colomar, Bartomeu Cardona Juan, Miquel Campillo Torres i Eduard Ferrer Ferrer. La seva ideologia es concreta en la defensa dels interessos de l'illa enfront dels partits estatals. Tot i això donen suport, juntament amb el PP, a l'AIPF en l'elecció del diputat per Formentera al Parlament Balear. A les eleccions municipals del 2007 el seu candidat a l'ajuntament i Consell de Formentera va ser Oscar Portas Juan. Va obtenir dos regidors-consellers a la institució.

## Resultats electorals
| Elecció | Vots  | %     | Escons | +/– | Candidat              | Govern   |
| ------- | ----- | ----- | ------ | --- | --------------------- | -------- |
| 1987    | 564   | 22,80 | 3 / 11 | Nou | Antoni Serra Colomar  | Oposició |
| 1991    | 705   | 29,96 | 4 / 13 | 1   | Antoni Serra Colomar  | Pacte    |
| 1995    | 673   | 27,49 | 4 / 13 | =   | Antoni Serra Colomar  | Pacte    |
| 1999    | 864   | 30,92 | 4 / 13 | =   | Joan Robert Masdeu    | Oposició |
| 2003    | 706   | 21,88 | 3 / 13 | 1   | Antonio Campillo Marí | Pacte    |
| 2007    | 518   | 14,98 | 2 / 13 | 1   | Óscar Portas Juan     | Oposició |
| 2011    | 1.308 | 34,66 | 5 / 13 | 3   | Javier Serra          | Oposició |